# Ivan Novosseltsev (football)
Pour les articles homonymes, voir Novosseltsev.
Ivan Ievguenievitch Novosseltsev (en russe : Иван Евгеньевич Новосельцев), né le 25 août 1991 à Moscou en Russie, est un footballeur international russe qui évolue au poste de défenseur.

## Biographie

### Carrière en club
Le 31 août 2016, Ivan Novosseltsev s'engage en faveur du Zénith Saint-Pétersbourg pour un montant de transfert de 10 millions d'euros et signe un contrat de 5 saisons.
Avec les clubs du FK Rostov et du Zénith Saint-Pétersbourg, Ivan Novosseltsev dispute quatre matchs en Ligue des champions, et deux matchs en Ligue Europa.

### Carrière internationale
Ivan Novosseltsev compte cinq sélections avec l'équipe de Russie depuis 2015,.
Il est convoqué pour la première fois en équipe de Russie par le sélectionneur national Fabio Capello, pour un match amical contre le Kazakhstan le 31 mars 2015. La rencontre se solde par un match nul et vierge (0-0).

## Statistiques
| Saison                | Club                     | Championnat           | Championnat | Championnat | Coupe(s) nationale(s) | Coupe(s) nationale(s) | Compétition(s) continentale(s) | Compétition(s) continentale(s) | Compétition(s) continentale(s) | Total | Total |
| Saison                | Club                     | Division              | M.          | B.          | M.                    | B.                    | Comp.                          | M.                             | B.                             | M.    | B.    |
| 2011-2012             | FK Istra                 | D3                    | 17          | 0           | -                     | -                     | -                              | -                              | -                              | 17    | 0     |
| 2012-2013             | Torpedo Moscou           | D2                    | 13          | 1           | -                     | -                     | -                              | -                              | -                              | 13    | 1     |
| 2013-2014             | Torpedo Moscou           | D2                    | 10          | 0           | -                     | -                     | -                              | -                              | -                              | 10    | 0     |
| 2014-2015             | Torpedo Moscou           | D1                    | 15          | 0           | 1                     | 0                     | -                              | -                              | -                              | 16    | 0     |
| 2014-2015             | FK Rostov                | D1                    | 13          | 0           | -                     | -                     | -                              | -                              | -                              | 13    | 0     |
| 2015-2016             | FK Rostov                | D1                    | 28          | 0           | -                     | -                     | -                              | -                              | -                              | 28    | 0     |
| 2016-2017             | FK Rostov                | D1                    | 5           | 2           | -                     | -                     | C1                             | 4                              | 0                              | 9     | 2     |
| 2016-2017             | Zénith Saint-Pétersbourg | D1                    | 5           | 0           | -                     | -                     | C3                             | 3                              | 0                              | 8     | 0     |
| 2017-2018             | Zénith Saint-Pétersbourg | D1                    | -           | -           | 1                     | 0                     | -                              | -                              | -                              | 1     | 0     |
| 2017-2018             | Arsenal Toula (prêt)     | D1                    | 2           | 0           | -                     | -                     | -                              | -                              | -                              | 2     | 0     |
| 2018-2019             | Anji Makhatchkala (prêt) | D1                    | 11          | 1           | 1                     | 0                     | -                              | -                              | -                              | 12    | 1     |
| 2018-2019             | FK Rostov (prêt)         | D1                    | 9           | 0           | 3                     | 0                     | -                              | -                              | -                              | 12    | 0     |
| 2019-2020             | FK Sotchi                | D1                    | 18          | 1           | 1                     | 0                     | -                              | -                              | -                              | 19    | 1     |
| 2020-2021             | FK Sotchi                | D1                    | 15          | 0           | 1                     | 0                     | -                              | -                              | -                              | 16    | 0     |
| 2021-2022             | Arsenal Toula            | D1                    | 15          | 1           | 1                     | 0                     | -                              | -                              | -                              | 16    | 1     |
| Total sur la carrière | Total sur la carrière    | Total sur la carrière | 176         | 6           | 9                     | 0                     | -                              | 7                              | 0                              | 192   | 6     |